# Jakobskirche (Ustroń)
Die Jakobskirche (polnisch Kościół Ewangelicko-Augsburski Apostoła Jakuba Starszego w Ustroniu) im Zentrum von Ustroń, Polen, ist eine evangelische Pfarrkirche in den Schlesischen Beskiden. Sie ist dem Jakobus dem Älteren geweiht. 

## Geschichte
Im Zuge des Reformation übernahmen die Lutheraner um die Mitte des 16. Jahrhunderts die Pfarrkirche von Ustroń. Als diese im Rahmen der Gegenreformation 1654 wieder an die Katholiken übergeben wurde, verboten die Habsburger lutheranische Gottesdienste und die Lutheraner zogen sich zur Abendmahlfeier in die Wälder der Schlesischen Beskiden zurück, wo sie sogenannte Waldkirchen errichteten. Als im Zuge der Josephinischen Reformen die lutherische Konfession wieder zugelassen wurde, errichteten die Lutheraner zunächst 1783 das Pfarrhaus und 1785 eine neue evangelische Kirche in Ustroń. Der gegenwärtige Kirchenbau wurde von 1835 bis 1838 unter dem Pfarrer der Gemeinde und zeitweiligem Abgeordneten der Frankfurter Nationalversammlung, Carl Friedrich Kotschy, gebaut und der Turm 1856–1857 angefügt.

## Architektur und Ausstattung

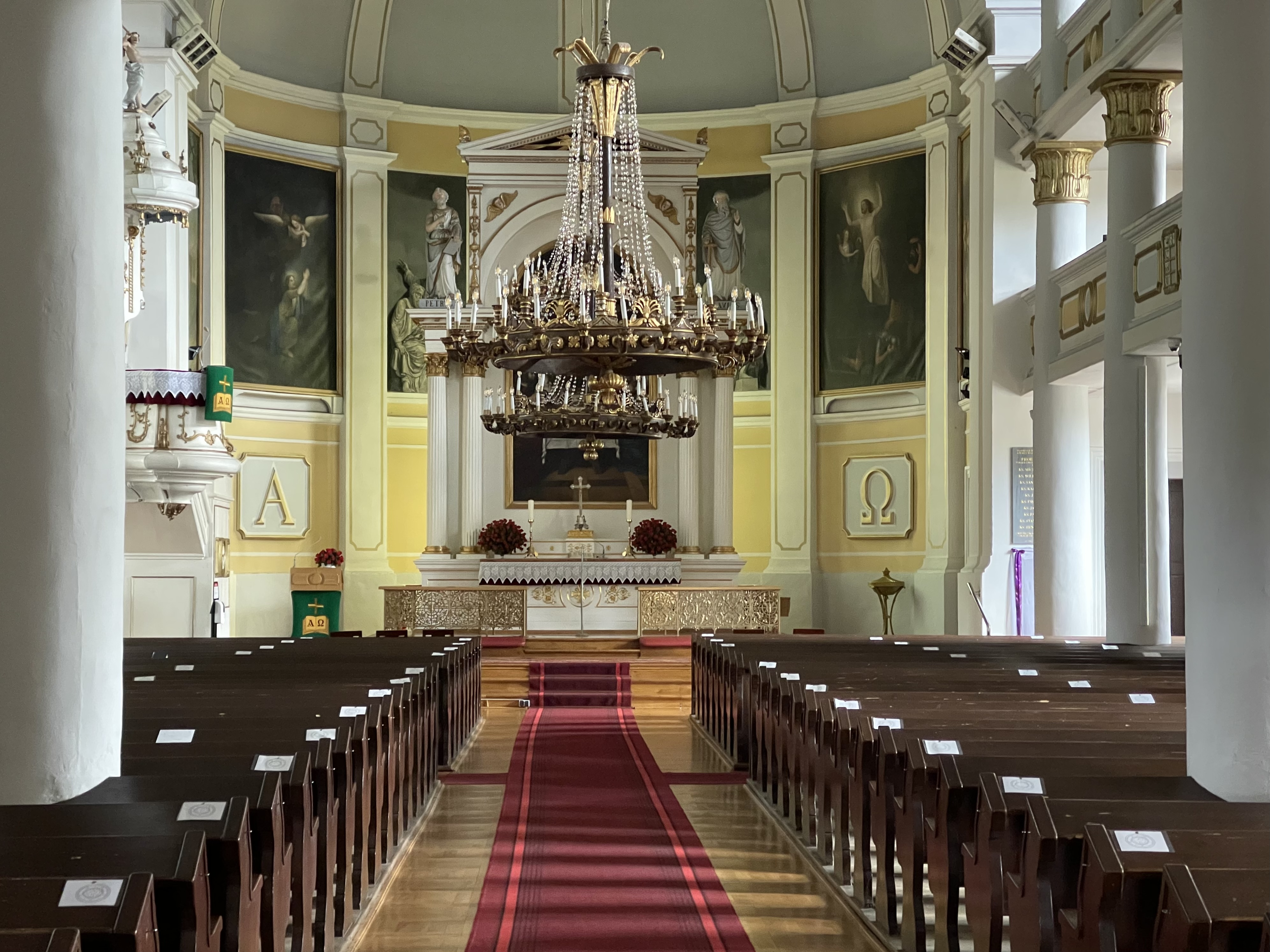
Innenraum

Die Jakobskirche ist als stark reliefierter spätklassizistischer rechteckiger Baukörper mit differenzierter Pilastergliederung errichtet, dem auf der Chorseite ein Dreiecksgiebel aufgesetzt ist, die von klassischem Gebälk gerahmten Fenster sind mit Halbkreisfenstern kombiniert. Der Innenraum wird durch doppelgeschossige Emporen über massiven Säulen mit Kapitellen, darüber, in der obersten Emporenebene mit kleineren Säulen geprägt, das Schiff ist von einem korbbogigen Tonnengewölbe, die Apsis mit Kalotte gedeckt.
Zu der qualitätvollen Kirchenausstattung gehört ein Säulenaltar mit Abendmahlsdarstellung, bekrönt durch die Statuen von Petrus und Paulus sowie die seitlich gestellte Kanzel mit Engelsfigur auf dem Schalldeckel. Dem Apsisrund sind großformatige Gemälde der Passion und Auferstehung Jesu Christi eingefügt.

## Orgel
Die Kirche besitzt eine Orgel mit neunteiligem klassizistischem Prospekt aus der Erbauungszeit, in das 1938 von der Polnischen Orgelfabrik in Brzezinka in Oberschlesien, einer polnischen Niederlassung der Firma Rieger Orgelbau aus Jägerndorf in Tschechien, unter teilweiser Verwendung älterer Register ein neues Werk mit 29 Registern auf zwei Manualen und Pedal eingebaut wurde. Eine grundlegende Wiederherstellung fand 2001 durch den Orgelbauer Olgierd Nowakowski statt. Die Disposition lautet wie folgt:
| Manuał C–g3 |               |     |
| 01.         | Bourdon       | 16′ |
| 02.         | Pryncypał     | 08′ |
| 03.         | Róg kozi      | 08′ |
| 04.         | Gamba         | 08′ |
| 05.         | Salicjonał    | 08′ |
| 06.         | Flet major    | 08‘ |
| 07.         | Oktawa        | 04′ |
| 08.         | Trawersflet   | 04′ |
| 09.         | Piccolo       | 02′ |
| 10.         | Fournitura IV |     |
| 11.         | Trąbka        | 08′ |

| Manuał II C–g3 |                      |         |
| 12.            | Pryncypał skrzypcowy | 08′     |
| 13.            | Portunal             | 08′     |
| 14.            | Kryt jemny           | 08′     |
| 15.            | Echo-gamba           | 08′     |
| 16.            | Vox coelestis        | 08′     |
| 17.            | Prestant             | 04‘     |
| 18.            | Flet minor           | 04′     |
| 19.            | Kwinta               | 02 ⁄3′  |
| 20.            | Flageolette          | 02′     |
| 21.            | Tercja               | 01 3⁄5′ |
| 22.            | Obój                 | 08′     |

| Pedał C–f1 |           |     |
| 23.        | Echobas   | 16′ |
| 24.        | Subbas    | 16′ |
| 25.        | Violonbas | 16′ |
| 26.        | Pryncypał | 08′ |
| 27.        | Octawbas  | 08′ |
| 28.        | Choralbas | 08′ |
| 29.        | Puson     | 16′ |